# Sint-Amandscollege
Het Sint-Amandscollege was een katholiek college in de Belgische stad Kortrijk. Het werd in 1833 opgericht en ging in 2013 na een fusie met de Pleinschool op in het Guldensporencollege.

## Geschiedenis

### Proosdij
De Proosdij van Sint-Amands werd vermoedelijk in de 17e eeuw gesticht als nachtverblijf voor de monniken van de Sint-Amandsabdij te Saint-Amand-les-Eaux, die rechten in dit gebied had. In 1630 werd de proosdij herbouwd. In 1792 werd ze door de Fransen geplunderd en in 1796 opgeheven. In 1824 werden de gebouwen aangekocht door de stad en er werd het Hollandsch College in gevestigd.

### 1833-1886: Fraternitatem Diligite

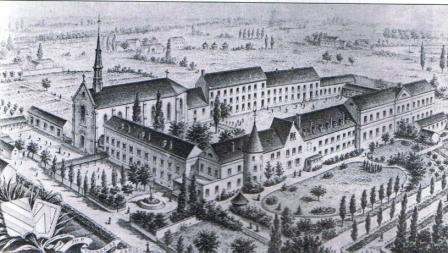
Een tekening van de school in het jaar 1894

Op 14 maart 1818 werd de Kortrijkse jeugd de mogelijkheid tot onderwijs aangeboden. Dit dankzij het decreet van koning Willem I der Nederlanden: "... tot het opregten van een collegie binnen deze stadt...". Het stedelijk college opende op 1 oktober van datzelfde jaar als ‘Koninklijk College’ zijn poorten. Er waren evenwel twee factoren die als storend ervaren werden: de taalpolitiek – het Nederlands werd de verplichte voertaal – en de godsdienstpolitiek van de koning. De (katholieke) bevolking kon zich hierin niet vinden waardoor het leerlingenaantal daalde. Ook door het ontbreken van een internaat moest de enige middelbare school van Kortrijk in 1829 zijn poorten al opnieuw sluiten.
In 1833 deed priester David Verbeke een nieuwe poging. Op 14 juli 1833 keurde de gemeenteraad zijn gedetailleerd voorstel tot oprichting van een middelbare school goed. Op 2 oktober 1833 opende de onderwijsinstelling 'Collège de Courtrai' haar deuren in de gebouwen van de voormalige Proosdij van Sint-Amand in Kortrijk. David Verbeke werd de eerste directeur en bleef dat tot 1840. Latere uitbreidingen (momenteel ruim zes ha) niet meegerekend, had de school bij de start de beschikking over een domein van ongeveer 1,5 ha. Gebouwen en inboedel vielen ten laste van de stad. Als tegenprestatie vroeg de overheid degelijk onderwijs. Het bisdom benoemde de leerkrachten. In tegenstelling tot het verleden had de nieuwe instelling wél een internaat, waardoor ook leerlingen van buiten de stad er nu les konden volgen. Omdat leerlingen haast exclusief uit begoede middens afkomstig waren, werd de school al vlug bekend als het "Collège des ducs". Frans was er niet alleen de leertaal, maar ook de voertaal.
Bij de aanvang was de verstandhouding tussen het stadsbestuur en de clerus optimaal. De school bloeide onder het bewind van de katholieke burgemeester Félix Bethune (1836 tot 1854), maar de komst van de antiklerikale liberalen in de gemeenteraad en in het schepencollege (1848-1860) verzuurde de verstandhouding. Met het aantreden van een katholiek gemeentebestuur na 1860 kon de school een nieuwe bloeiperiode tegemoet treden. In 1879 zou de liberale Regering-Frère-Orban I met een organieke wet (de wet Van Humbeeck) roet in het eten strooien: de schoolstrijd betekende bijna het einde van het Sint-Amandscollege.

#### 1886: aankoop van het college
De schoolstrijd van 1879-1884 was het toppunt in de langdurige spanning tussen liberalen en katholieken. Het kristallisatiepunt werd de wet Van Humbeeck (1879), door de katholieken de 'Ongelukswet' genoemd. Door deze wet kreeg de (liberale) regering vrij spel bij de oprichting van middelbare rijksscholen of athenea. In 1882 besloot de regering dat er ook in Kortrijk een rijksmiddelbare school moest komen.
Het stadsbestuur reageerde negatief op dit besluit, omdat er in Kortrijk al een 'gepatroneerd' (dit is een door de stedelijke overheid erkend en gesubsidieerd) college bestond. Een regeringscommissaris werd afgevaardigd op toe te zien op de uitvoering van het regeringsbesluit. Aangezien de collegegebouwen al eigendom van de stad waren, moest de nieuwe rijksschool op die plaats worden gevestigd.
Het stadsbestuur bleef dwarsliggen, zich beroepend op het contract (te hernieuwen om de 10 jaar) tussen de stad en het bisdom. Voor 1886 kon de bestemming van de gebouwen en het statuut van de school, bijgevolg niet worden gewijzigd.
Door de katholieke verkiezingsoverwinning in 1884 was het gevaar voorlopig bezworen. Directeur G. de Houck (1871-1886) wenste geen herhaling van dit onfortuinlijke avontuur. Met de stad bereikte hij een overeenkomst: Arthur Verhaegen uit Gent, die later katholiek volksvertegenwoordiger werd, kocht op 1 oktober 1886 het college ten behoeve van het bisdom. Het Sint-Amandscollege was bevrijd van staatsinmenging.

### 1886-1919: een herleving eindigt in een ramp

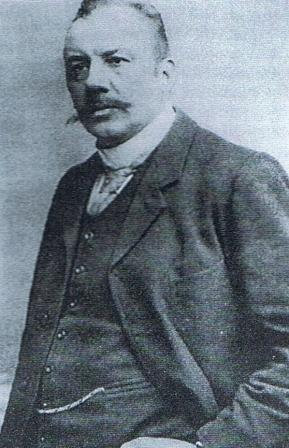
Jules Félix Carette

De aankoop van het college in 1886 door Arthur Verhaegen betekende een nieuwe stimulans om de gebouwen een extra beurt te geven en uit te breiden.
Vanaf de oprichting in 1833 tot aan de verkoop van de Sint-Amandslocatie aan Arthur Verhaegen (1886) werden alle bouwwerken gerealiseerd naar de plannen van de stadsarchitecten. Na 1886 wordt Jules Félix Carette, oud-leerling van de school, de architect van het huis. Zijn zoon André Carette (1896-1979), eveneens oud-leerling en architect, heeft in de voetsporen van zijn vader verschillende bouwwerken in het Sint-Amandscollege uitgevoerd.
Deze bouwwoede was niet enkel bedoeld om meer ruimte te scheppen voor het groeiende aantal leerlingen, maar ook om de school een prestigieuzer uitzicht te geven. Voor- en zuidgevel werden herbouwd in neogotische stijl; de kapel werd uitgebreid en kreeg nieuw meubilair. De tuin werd aangelegd. Hygiëne kreeg de nodige aandacht.
Verhaegen bestreed ook rebellerende strekkingen binnen de school. Zowel tegen het ontluikende daensisme als tegen de taalflaminganten werd hard opgetreden.

#### Dieptepunt
De Eerste Wereldoorlog echter betekende een nieuw dieptepunt. De in 1908-1909 gebouwde feestzaal van het Sint-Amandscollege werd door de Duitsers gebruikt als paardenstal. De in 1913 opgerichte klassenhal werd ingericht als ‘logement’ voor de soldaten en door vandalisme zwaar beschadigd. In de weinige nog beschikbare lokalen kon occasioneel les worden gegeven.
Bij de bevrijding werden door Engelse beschietingen talrijke gebouwen verwoest.
Het college betreurde 45 gesneuvelden onder zijn oud-leraars en oud-leerlingen. Hun namen werden vereeuwigd in een gedenkplaat in de kapel.

### 1919-1945: interbellum en Tweede Wereldoorlog
In 1919 werd de zachtaardige directeur J. Verduyn opgevolgd door een man van de harde lijn: directeur A. Declerq (1919-1928). Niet alleen de gebouwen werden herbouwd. Ook het herstel van orde en tucht weerhield de aandacht van de nieuwe directeur. Tijdens de oorlogsjaren hadden de leerkrachten nauwelijks greep gehad op de leerlingen.
Na de oorlog nam het gebruik van het Nederlands binnen de school stilaan toe. De school kreeg haar definitieve benaming van "Sint-Amandscollege". Deze evolutie werd bezegeld door de wet op de vernederlandsing van het onderwijs (1933).
In toepassing van de wet op de vzw’s (21 juni 1921), kreeg het Sint-Amandscollege een nieuw statuut. Op 16 juni 1922 werden ten kantore van notaris A. Hocke de statuten van de school neergelegd. De publicatie in het staatsblad gebeurde op 21 juni 1922 (SB. Nr. 369, p. 510-511).

#### Mentaliteitsverandering
De naoorlogse jaren werden bovendien gekenmerkt door een mentaliteitsverandering: nieuwe idealen verdrongen de gevestigde waarden. Nieuwe organisaties zagen het levenslicht: jeugdbewegingen, vrouwenverenigingen, arbeidsorganisaties.Telefoon, toenemend treinverkeer, bioscopen verruimden het gezichtsveld.
Het algemeen stemrecht werd een feit, het lager onderwijs verplicht. De achturenwerkdag werd ingevoerd. De mechanisatie in de industrie en de standaardisatie van producten deden de vraag naar ongeschoolde werkkrachten dalen. Jongeren konden langer dan voorheen naar school gaan. De stijging van het leerlingenaantal was onder meer hieraan te danken. Bovendien vonden veel jongeren uit de verwoeste Westhoek de weg naar het Sint-Amandscollege.

#### Geschenk
In 1928 werd een nieuwe directeur benoemd. Zijn pedagogische ervaring als oud-leraar aan de Torhoutse normaalschool zou voor het Sint-Amandscollege een geschenk uit de hemel blijken.
Nauwelijks benoemd stichtte A. Brys in 1929 een lagere school met een eigen campus en rechtstreeks verbonden met het college. Een team van jonge onderwijzers, gerekruteerd in Torhout, moest borg staan voor kwaliteitsonderwijs. Het leerlingenaantal steeg snel: in 1932 telde de school 650 leerlingen, waarvan 250 in de lagere afdeling. In 1937 werd de kaap van de 1000 leerlingen overschreden.
Ook de public relations van de school kregen de volle aandacht van de principaal: het college kreeg een eigen jeugdbeweging, de KSA; toneelstukken werden opgevoerd; de Mariacongregatie en de Eucharistische Kruistocht kenden hun hoogtepunt. De laureaten van de Koloniale Wedstrijden werden bij hun terugkeer uit Brussel stoetsgewijs afgehaald aan het station, de collegefanfare voorop.

#### Eeuwfeest
Op maandag 31 juli 1933 werd het eeuwfeest van de school met veel luister gevierd. Toen de principaal in 1936 het college verliet, lagen de bouwplannen van het ‘Alcazar’ en van de nieuwe vleugel voor de lagere afdeling klaar. Onder zijn dynamische beleid was de school in 1934 met ruim 1,5 ha nieuwe terreinen (de huidige voetbalvelden) uitgebreid.
Op de vooravond van de Tweede Wereldoorlog kreeg de school een volwaardige moderne (economische) humaniora. Op deze wijze speelde de directeur in op de gewijzigde economische ontwikkelingen in onze regio. Een blik op het leerlingenaantal toont aan dat de nieuwe studierichting wel degelijk beantwoordde aan een noodzaak.
Op 10 mei 1940 brak de Tweede Wereldoorlog uit. Van 24 tot 27 mei woedde de Leieslag. Voor de tweede keer werden de collegegebouwen zwaar beschadigd. Lessen werden regelmatig verstoord door luchtalarm. Op 18 mei 1944 kwam een luchtmijn van twee ton terecht op het voetbalveld van het college. De lessen werden voor onbepaalde tijd geschorst.

### 1945-1971: "Ave Collard, morituri te salutant"
Na de oorlog groeide het aantal leerlingen van 1000 tot boven de 2000. Hier zijn er veel verklaringen voor:
- bestaande lagere scholen (onder meer in de Boerderijstraat en de Beeklaan) werden vanaf het schooljaar 1957-1958 als ‘voorbereidende afdelingen’ bij het college aangehecht, met dezelfde leerprogramma's en handboeken;
- het Nationaal Studiefonds werkte de democratisering van het (secundair) onderwijs in de hand;
- verbeterde levensomstandigheden van de bevolking, dankzij de naoorlogse economische expansie, verhoogden de noodzaak van een hogere scholingsgraad;
- de goede faam van de school: het grote aantal oud-leerlingen dat in het hoger onderwijs slaagde, stond hiervoor borg;
- onder impuls van de Associatie van Oud-studenten ( de latere Oud-leerlingenvereniging) werden nieuwe studierichtingen opgericht. In de moderne humaniora kwam een economische en een wetenschappelijke afdeling. De oude humaniora die tot dan enkel een Grieks-Latijnse studierichting had, werd in 1949 uitgebreid met een Latijn-wiskundige afdeling. In 1957 kwam daar nog eens een Latijn-wetenschappelijke afdeling bij.

#### Uitbreiding

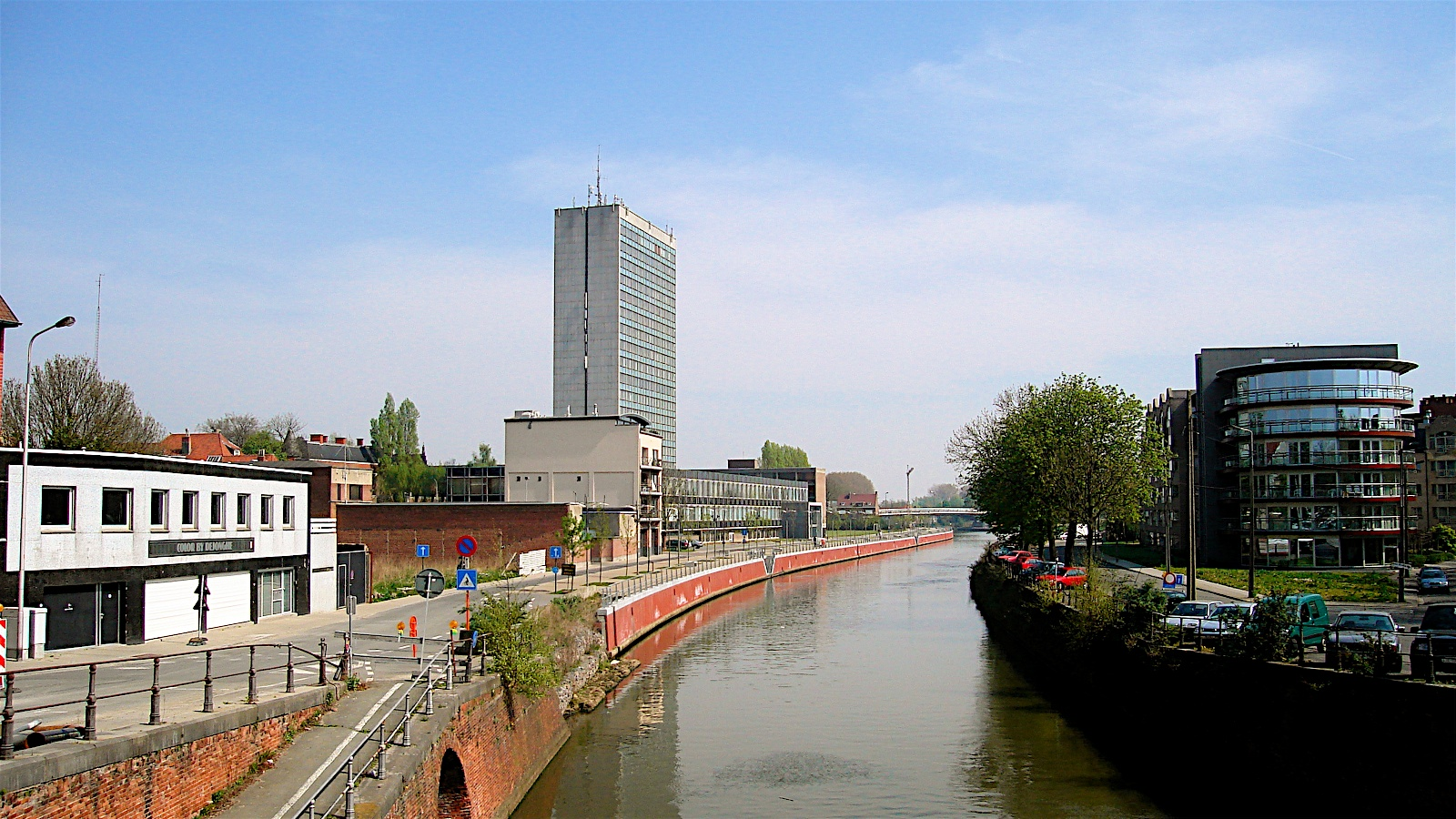
De site Sint-Amandscollege Noord met de Collegetoren aan de Diksmuidekaai

De snelle uitbreiding van de schoolbevolking en het ruimere aanbod aan studiemogelijkheden creëerden op hun beurt een nieuw probleem: een tekort aan ruimte.
In 1957 startte in Harelbeke een nieuwe campus voor lager middelbaar onderwijs, nu campus Collegewijk. Campus Zuid ging van start in 1963. In 2005 sloot het H. Hartinstituut, nu campus H. Hart, Harelbeke) zich aan bij de Sint-Amandscholen.
In Campus Diksmuidekaai werden bestaande gebouwen uitgebreid: bouw van een tweede verdieping op de klassenhal (1956); een bijkomende verdieping op het gebouw van de lagere afdeling (1959). Nieuwe gebouwen werden opgetrokken, onder meer de sporthal in 1964.

#### Collard
En toen kwam de regeringswissel: in 1954 vormden liberalen en socialisten een nieuwe regering. De wet-Collard (1954) beperkte de financiële middelen voor het vrij secundair onderwijs. Ook op de wedden van de priester-leerkrachten werd flink bespaard.
Door de regeringsmaatregelen werden minder gegoede ouders beperkt in de schoolkeuze voor hun kinderen. Onder leiding van het bisdom kwam een reactie van de bevolking tegen deze discriminerende wetgeving op gang.
Bij de verkiezingen van 1958 behaalde de katholieke partij een afgetekende overwinning. Liberalen en socialisten hadden begrepen dat met de toekomst van jongeren niet te sjacheren viel. Het Schoolpact (1958) moest voortaan de schoolvrede handhaven en de vrije schoolkeuze garanderen. Andermaal was het vrij onderwijs door het oog van de naald gekropen.

#### Golden sixties
In mei 1960 werd J. Vantieghem (1960-1971) directeur. Iets meer dan 11 jaar zou hij de leiding hebben over drie middelbare scholen en zes lagere scholen. Daarbij mag ook nog een afdeling voor buitengewoon onderwijs gerekend worden.
Net als zijn voorgangers zocht de directeur de oplossing voor het permanente tekort aan studie- en klasruimte buiten de muren van de moederafdeling.
De lagere jongensschool in Bissegem werd in 1960 als afdeling D bij het college gevoegd. In 1963 volgde de broedersschool van Overleie op het Sint-Amandsplein als afdeling E. In 1965 werd de broedersschool van Marke hieraan toegevoegd. De noodgedwongen spreiding van de verschillende afdelingen vereiste een degelijke coördinatie. Enkel Campus Noord had dagelijks contact met de directeur. Organisatorisch talent was dus aardig meegenomen. Taken werden herschikt en gedelegeerd.
De Golden Sixties hadden ook hun keerzijde : de jonge generatie stelde het gezag in vraag. Met diplomatie en dialoog bemiddelde de directie. De oprichting van een leerlingenpresidium moet in die context worden begrepen. Verschillende sportevenementen zagen het licht.
In 1965 werd de bouw aangevat van een nieuw internaat aan de Diksmuidekaai. Dit zou ook de nieuwe toegang en het nieuwe adres van de school worden vanaf 1971.

### 1971-2013: een herschikt onderwijslandschap
September 1971 luidde een nieuwe episode in, in de reeds rijke geschiedenis van het Sint-Amandscollege.
Een nieuw internaat met 300 kamertjes in het spectaculaire torengebouw, priesterkwartier en kapel werden in gebruik genomen. Twee opendeurdagen (12 en 13 februari 1972) brachten het publiek in contact met het nieuwe aanbod.

#### Terugval
Externe factoren zouden het hoge verwachtingspatroon echter doorkruisen:
- het totale schoolbezoek in Vlaanderen - weliswaar met regionale verschillen - daalde door een terugval van het geboortecijfer tot -40 %;
- de oliecrisis van 1973 (met spectaculair stijgende olieprijzen en autoloze zondagen) en de daaraan verbonden aanslepende economische crisis (met een historisch hoge werkloosheid en een groeiende staatsschuld) deden het aantal internen teruglopen. De exploitatiekosten per leerling-intern liepen uit de hand. Verliezen we trouwens niet uit het oog dat de vrije internaten geen overheidstoelagen ontvingen voor de stijgende personeelskosten. Bovendien zorgde de invoering van de vijfdaagse schoolweek (1973) voor een in de tijd beperktere aanwezigheid van de leerlingen op school;
- de invoering van het vernieuwd secundair onderwijs (vso, ook type I genoemd) zette in 1982 het onderwijs op zijn kop. Het traditionele systeem van 2 maal 3 leerjaren werd vervangen door 3 maal 2 leerjaren; in de campussen Harelbeke en Zuid kon het leerlingenaantal zich handhaven; door de latere overstap van die leerlingen naar de campus Noord (Diksmuidekaai) kampte de bovenstructuur met een fors dalend leerlingenaantal.

#### Weerwerk
De directie richtte met het Sint-Amandsinstituut een tso-afdeling handelsonderwijs voor jongens in (toen uniek op dat niveau in Kortrijk) om de dalende belangstelling voor de traditionele humaniora te compenseren. Van bij de oprichting engageerde de school zich in het docimologisch experiment. Niet alleen het intellectuele aspect, maar ook studiehouding, het sociale en gevoelsaspect werden geëvalueerd. De inrichting van onder meer bijkomende vaklokalen ("pedagogisch comfort") was dan weer bedoeld om de kwaliteit van het onderwijs te verbeteren. Vanwege brandveiligheid is enkel het onderste vijfde van de toren bruikbaar voor klasdoeleinden. De bovenste vier vijfden van het niet bepaald esthetische torengebouw, die vroeger door het internaat ingenomen waren, staan zo goed als leeg.
Het Kortrijks secundair onderwijslandschap werd dooreengeschud door de sluiting van kleinere scholen (het St.-Gabriëlinstituut en het Damiaancollege op de Pottelberg) en de vorming van scholengemeenschappen. Zo werd Leieland vzw op 1 september 2000 opgericht als koepel voor het Lyceum Onze-Lieve-Vrouw van Vlaanderen, het Sint-Niklaasinstituut (Kortrijk & Zwevegem), het Sint-Theresia-Instituut en het Stella-Marisinstituut (in februari 2008 hernoemd tot Leielandscholen vzw en sinds 2015 Katholieke Scholengroep RHIZO). In 2001 kwam er met De Pleinschool een fusie van de Onze-Lieve-Vrouw van Bijstand-school, het Ten Broele-instituut, het Sint-Jozefsinstituut en het Onze-Lieve-Vrouw ter Engelenlyceum ('t Fort). Bijstand sloot om plaats te ruimen voor winkelcomplex van K in Kortrijk terwijl de andere vestigingen respectievelijk werden herdoopt tot Pleinschool Broelkant, Groeningekant en Leiekant.
In 2005 fuseerde het Sint-Amandscollege met het Heilig Hartinstituut Harelbeke tot een school met vier vestigingen: Campus Diksmuidekaai  (directie 1e & 2de graad los van directie 3e graad), Campus Zuid,  Campus Collegewijk en Campus Heilig Hart. In 2008 werd omwille van dalende inschrijvingen samenwerking onderzocht met De Pleinschool, wat in 2009 resulteerde in een gezamenlijk schoolbestuur. In 2011 verklaarde de scholengroep De Pleinschool Sint-Amandscollege (DPSA) het secundair onderwijs te gaan uitdoven in Pleinschool Groeningekant, Pleinschool Broelkant en Campus Collegewijk in Harelbeke. In september 2013 is het Sint-Amandsollege samen met De Pleinschool gefusioneerd tot het nieuwe Guldensporencollege.

## Bekende oud-leerlingen
- Hendrik Beyaert (1823-1894), architect
- Caesar Gezelle (1875-1939), neefje van Guido Gezelle
- Edgar Sengier (1879-1963), mijningenieur, hoofdrolspeler in de geschiedenis van Union Minière en de Amerikaanse toegang tot het Congolese uranium
- René Declercq (1877-1932), dichter en "bard van het activisme"
- Jos Mullie (1886-1976), missionaris (scheutist), filoloog en sinoloog
- Eugène Callewaert (1892-1944), burgemeester van Lichtervelde
- André Demedts (1906-1992), schrijver
- Raf Renard (1911-2002), ambtenaar en bestuurder
- André Deruyttere (1925-2004), hoogleraar
- Hugo Claus (1929-2008), schrijver die in Het verdriet van België zijn ervaringen in het College opnam.
- Paul Deprez (°1937), politicus
- Luc Huyse (°1937) politicoloog
- Stefaan De Clerck (°1951), voormalig minister van Justitie en burgemeester van Kortrijk
- Peter Degadt (°1954), gedelegeerd bestuurder van Zorgnet Vlaanderen
- Ivan Carlier (1955-2000) volkszanger bekend als Johny Turbo
- Luc Descheemaeker (°1955), cartoonist met pseudoniem O-sekoer
- Joseph Allijns (°1956), advocaat, voetbalbestuurder en politicus
- Piet Goddaer (°1970) muzikant, zanger & producer bekend als Ozark Henry